# Italie suburbicaire

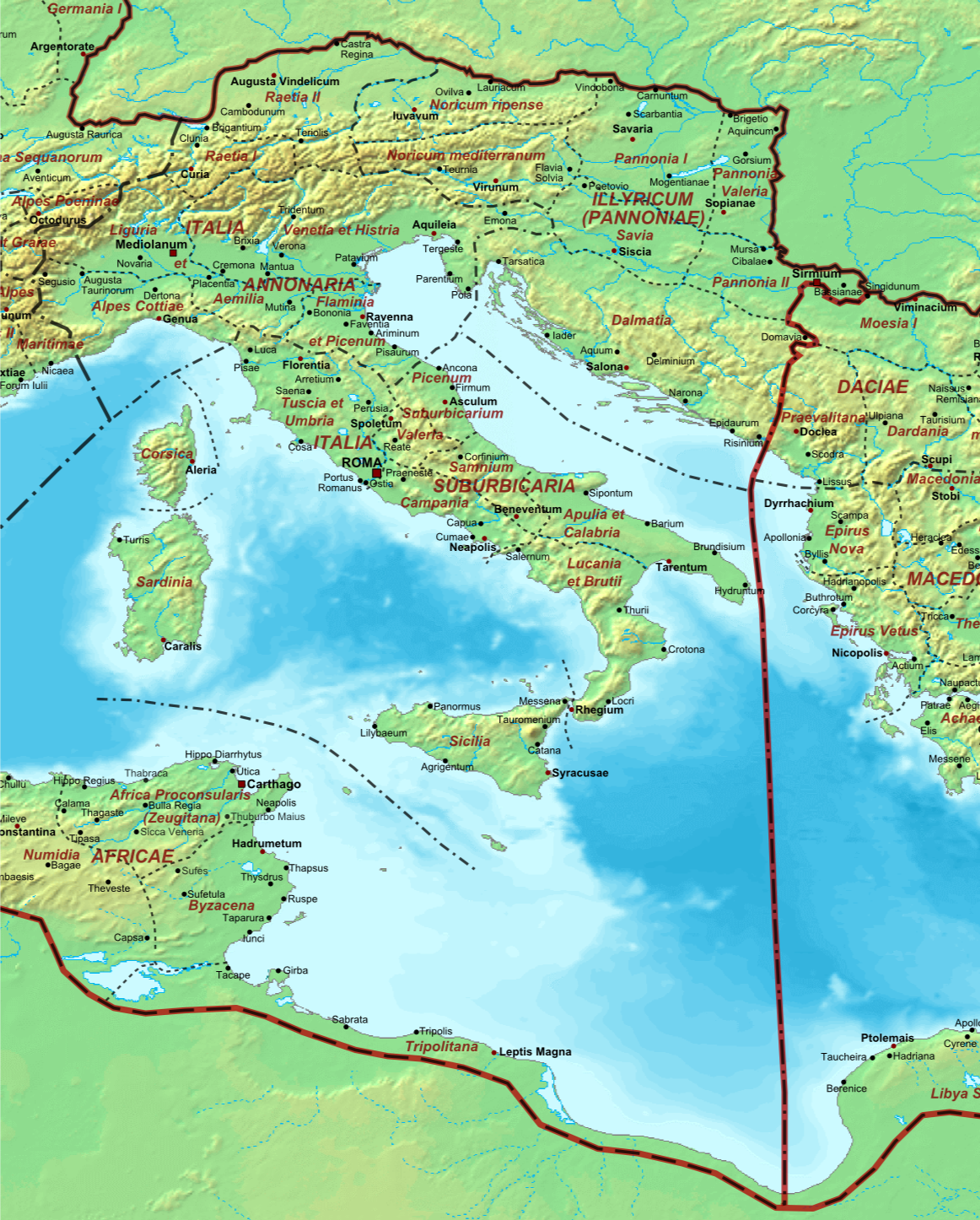
Italie vers 400

324–535
Entités précédentes :
- diocèse d'Italie

L'Italie suburbicaire était une division administrative de l'Empire romain.
Il était issue de la division par Constantin du diocèse d'Italie en deux entités, l'Italie Annonaria et l'Italie Suburbicaria.
Bien qu'il soit dirigé par un vicaire à l'instar des diocèses, il n'en n'était pas un puisque le diocèse d'Italie n'a jamais été officiellement aboli. L'Italie datenaria est donc simplement un vicariat.

## Étymologie
Du latin sub et urbi signifiant sud et ville, l'Italie Suburbicaire est littéralement la partie de l'Italie située au sud de Rome.

## Provinces

### Sous Constantin
1. Venetia et Histria, gouvernés par un correcteur.
2. Aemilia et Liguria, gouvernée par un correcteur.
3. Flaminia et Picenum, gouverné par un correcteur.
4. Raetia, gouvernée par un praeses.
5. Alpes Cottiae, gouvernées par un praeses.

### Sous Théodose
1. Tuscia et Umbria (297-476/570) : Tuscia et Umbria (it) (Volsinii, Bolsena), Tuscie et Ombrie, union de Regio VI Umbria et Regio VII Etruria
2. Picenum suburbicarium (350c-476) : Picenum suburbicarium (it) (Asculum, Ascoli Piceno), Picénum (Marches-Sud)
3. Valeria (350c-476) : Valeria Suburbicaria (es) (Reate, Rieti, Latium)
4. Campania (294-476) : Campanie (province romaine) (es) : Campanie
5. Samnium (357-476) : Samnium (province romaine) (es) (Beneventum, Bénévent), Samnium (Abruzzes, Molise, Sannio et Cassino)
6. Apulia et Calabria (297-476) : Apulie et Calabre (province romaine) (es) (Canusium, Canosa di Puglia), Pouilles et Calabres (Pouilles, Salento et Irpinia)
7. Lucania et Bruttium (297-476) : Lucania et Bruttium (province romaine) (es) (Rhegium, Reggio de Calabre) : Lucanie et Bruttii (Cilento, Basilicate et Calabre))
8. Sicilia (de -241 à 440/476) : Sicile (province romaine) (Syracusae, Syracuse)
9. Sardinia : Corse-Sardaigne (de -238 à +455), Sardaigne, capitale Caralis/Karales (Cagliari)
10. Corsica : Corse-Sardaigne (de -238 à +455), Corse